# جنگل لانچیونوا شوینتیبرتیس
جنگل لانچیونوا شوینتیبرتیس (به لاتین: Lančiūnava-Šventybrastis Forest) یک جنگل در لیتوانی است که در Kėdainiai District Municipality واقع شده‌است.